# نیروی هوایی جمهوری کره
نیروی هوایی جمهوری کره (کره‌ای: 대한민국 공군) نیروی هوایی کشور کره جنوبی است که زیر نظر وزارت دفاع ملی کره جنوبی اداره می‌شود.

## تاریخچه

### دهه ۱۹۴۰
اندکی پس از پایان جنگ جهانی دوم، انجمن ساخت هواپیمای کره جنوبی در ۱۰ اوت ۱۹۴۶ تأسیس شد تا اهمیت قدرت هوایی را ترویج دهد. با وجود وضعیت کم‌اهمیت نیروهای مسلح کره در آن زمان، اولین واحد هوایی در ۵ مه ۱۹۴۸ تحت هدایت دانگ وی-بو، پیشگام وزارت دفاع ملی کره جنوبی، تشکیل شد. در ۱۳ سپتامبر ۱۹۴۹، ایالات متحده ۱۰ هواپیمای شناسایی پایپر جی-۳ کاب به واحد هوایی کره جنوبی اهدا کرد. یک آکادمی نیروی هوایی در ژانویه ۱۹۴۹ تأسیس شد و نیروی هوایی جمهوری کره به‌طور رسمی در اکتبر ۱۹۴۹ تأسیس شد.

### دهه ۱۹۵۰
دهه ۱۹۵۰ برای نیروی هوایی جمهوری کره دوره‌ای بحرانی بود زیرا این نیرو به‌طور گسترده‌ای در طول جنگ کره تخریب شد. در آغاز جنگ، نیروی هوایی جمهوری کره متشکل از ۱٬۸۰۰ نفر بود اما تنها با ۲۰ هواپیمای آموزشی و هواپیمای ارتباطی، از جمله ۱۰ فروند نورث آمریکن تی-۶ تکسان که از کانادا خریداری شده بود، تجهیز شده بود. نیروی هوایی کره شمالی تعداد قابل توجهی یاک-۹ و لا-۷ جنگنده از شوروی خریداری کرده بود که از نظر اندازه و قدرت نیروی هوایی جمهوری کره را تحت‌الشعاع قرار می‌داد. با این حال، در طول جنگ، نیروی هوایی جمهوری کره تعداد ۱۱۰ هواپیما دریافت کرد که شامل ۷۹ بمب‌افکن جنگنده، سه اسکادران جنگنده و یک گروه جنگنده بود. اولین هواپیمای جنگی دریافتی، نورث امریکن پی-۵۱ ماستنگ آمریکایی بود، همراه با تعدادی خلبان مربی نیروی هوایی ایالات متحده تحت فرماندهی سرهنگ دین هس. نیروی هوایی جمهوری کره در عملیات بمباران شرکت کرد و پروازهای مستقل انجام داد. پس از جنگ، ستاد فرماندهی نیروی هوایی جمهوری کره به دابانگ‌دونگ، سئول منتقل شد. دانشگاه نیروی هوایی نیز در سال ۱۹۵۶ تأسیس شد.

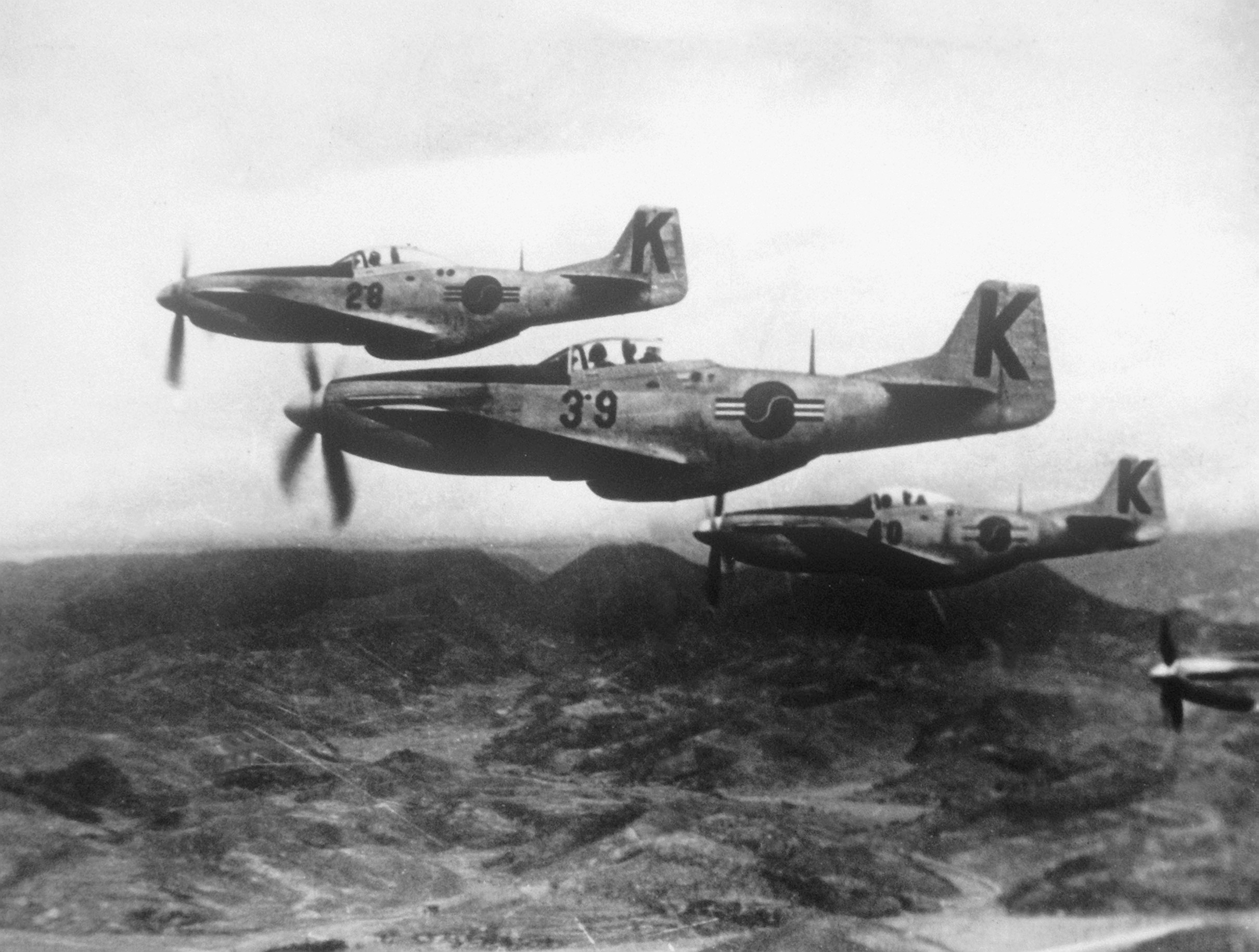
پی-۵۱ ماستنگ از اولین جنگنده‌های نیروی هوایی کره جنوبی بودند

### دهه ۱۹۶۰
برای مقابله با تهدید احتمالی تهاجم کره شمالی، نیروی هوایی جمهوری کره بهبودهای چشمگیری در قابلیت‌های خود داشت. این نیرو هواپیماهای آموزشی نورث امریکن تی-۲۸، جنگنده‌های رهگیر شبانه و تهاجمی نورث آمریکن اف-۸۶دی سابر، جنگنده‌های نورثروپ اف-۵ و بمب‌افکن‌های جنگنده مک‌دانل داگلاس اف-۴دی فانتوم را خریداری کرد. در سال ۱۹۶۱، فرماندهی عملیات نیروی هوایی به‌منظور تأمین تسهیلات مؤثر فرماندهی و کنترل تأسیس شد. فرماندهی لجستیک نیروی هوایی نیز در سال ۱۹۶۶ تشکیل شد و باندهای اضطراری برای استفاده در زمان جنگ احداث گردید. واحد اونما در سال ۱۹۶۶ به‌منظور عملیات کرتیس کماندو، هواپیماهای ترابری که برای پشتیبانی از واحدهای ارتش جمهوری کره و نیروی دریایی جمهوری کره در ویتنام جنوبی در طول جنگ ویتنام به کار گرفته می‌شد، تأسیس شد.

### دهه ۱۹۷۰
نیروی هوایی جمهوری کره با تهدیدات امنیتی بیشتری مواجه بود، زیرا کره شمالی در دهه ۱۹۷۰ به‌طور فزاینده‌ای خصمانه شد. دولت کره جنوبی هزینه‌های خود را برای نیروی هوایی جمهوری کره افزایش داد که منجر به خرید جنگنده‌های نورثروپ اف-۵ئی تایگر II در اوت ۱۹۷۴ و بمب‌افکن‌های جنگنده اف-۴ئی شد. همچنین هواپیماهای پشتیبانی، نظیر فیرچایلد سی-۱۲۳ پروویدر و گرومن اس-۲ ترک‌کر، خریداری شدند. تأکید ویژه‌ای بر برنامه آموزش پروازی صورت گرفت؛ هواپیماهای آموزشی جدید مانند سسنا تی-۴۱ مسکالرو و سسنا تی-۳۷ خریداری شدند و در سال ۱۹۷۳ فرماندهی آموزش و تعلیم نیروی هوایی تأسیس شد تا کیفیت آموزش پرسنل ارتقا یابد.

### دهه ۱۹۸۰
نیروی هوایی جمهوری کره بر گسترش کیفی هواپیماها تمرکز کرد تا بتواند به قدرت نیروی هوایی کره شمالی پاسخ دهد. در سال ۱۹۸۲، نسخه‌های کره‌ای اف-۵ئی با نام جئونگ‌هو برای اولین بار تولید شدند. این نیرو همچنین اطلاعات بسیاری دربارهٔ نیروی هوایی کره شمالی جمع‌آوری کرد، زمانی که کاپیتان لی وونگ-پیونگ، یک خلبان کره شمالی، به کره جنوبی پناهنده شد. مرکز اطلاعات عملیات نبرد کره‌ای به زودی تشکیل شد و سیستم دفاع هوایی به‌طور خودکار برای کسب برتری هوایی در برابر کره شمالی به‌روز شد. زمانی که المپیک سئول ۱۹۸۸ در کره جنوبی برگزار شد، نیروی هوایی جمهوری کره با نظارت بر کل سیستم امنیتی، نقش مهمی در موفقیت این رویداد داشت. این نیرو همچنین ستاد فرماندهی خود و فرماندهی آموزش و تعلیم نیروی هوایی را به مکان‌های دیگری منتقل کرد. در سال ۱۹۸۹، ۴۰ فروند جنرال داینامیک اف-۱۶ فایتینگ فالکون به خدمت گرفته شدند.

### دهه ۱۹۹۰
کره جنوبی از نیروهای ائتلاف در طول جنگ خلیج فارس حمایت کرد و واحد بیما را برای شرکت در جنگ تشکیل داد. نیروی هوایی جمهوری کره همچنین در سال ۱۹۹۳ از حمل‌ونقل هوایی برای عملیات‌های حافظ صلح در سومالی استفاده کرد. مشارکت فزاینده در عملیات‌های بین‌المللی موقعیت جهانی نیروی هوایی جمهوری کره را نشان داد. بیش از ۱۸۰ فروند اف-۱۶ فایتینگ فالکن جنگنده از نوع اف-۱۶ بلوک ۵۲ به‌عنوان بخشی از برنامه پل صلح دوم و سوم در سال ۱۹۹۴ وارد خدمت شدند. در سال ۱۹۹۷، برای اولین بار در تاریخ هوانوردی کره، زنان در دانشگاه نیروی هوایی کره پذیرفته شدند.

### دهه ۲۰۰۰
آخرین جنگنده‌های قدیمی ۶۰ فروندی اف-۵ای/بی کره جنوبی در اوت ۲۰۰۷ بازنشسته شدند و به‌جای آن‌ها اف-۱۵کی و اف/اِی-۵۰ وارد خدمت شدند. در ۲۰ اکتبر ۲۰۰۹، بروس لمکین، معاون وزیر نیروی هوایی ایالات متحده، اظهار کرد که قابلیت‌های محدود اطلاعاتی، نظارتی و شناسایی (ISR) نیروی هوایی جمهوری کره خطر بی‌ثباتی در شبه‌جزیره کره را افزایش داده و پیشنهاد خرید سیستم‌های آمریکایی همچون اف-۳۵ لایتنینگ را برای پر کردن این شکاف مطرح کرد.

### دهه ۲۰۱۰
نیروی هوایی جمهوری کره همچنین علاقه‌مندی خود را برای خرید آرکیو-۴ گلوبال هاوک پهپاد هدایت‌شونده از راه دور (RPV) و چندین کیت تبدیل مهمات هدایت‌شونده مستقیم مشترک به‌منظور ارتقای بیشتر قابلیت‌های اطلاعاتی و تهاجمی خود ابراز کرد. در سال ۲۰۱۴، شرکت نورث‌راپ گرومن قراردادی برای تأمین چهار فروند آرکیو-۴ گلوبال هاوک برای کره جنوبی امضا کرد. نیروی هوایی جمهوری کره همچنین ۴۰ فروند اف-۳۵ و بیش از ۲۰ فروند دیگر از این جنگنده را خریداری کرد.

### دهه ۲۰۲۰
در سال ۲۰۲۱، مرکز عملیات فضایی در ستاد نیروی هوایی جمهوری کره تأسیس شد.
در ۲۲ اکتبر ۲۰۲۳، نیروی هوایی جمهوری کره اولین تمرین سه‌جانبه خود را با نیروی هوایی ایالات متحده و ژاپن در نزدیکی شبه‌جزیره کره برگزار کرد.
در ۷ ژوئن ۲۰۲۴، اف-۴ئی فانتوم که در گردان جنگنده ۱۰ مستقر در سوون به‌کار گرفته شده بودند، پس از ۵۵ سال خدمت بازنشسته شدند.

## تجهیزات کنونی

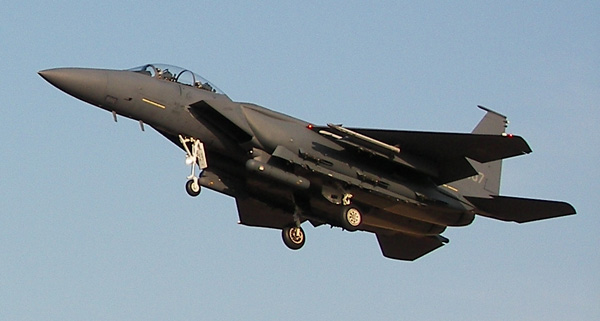
F-15k

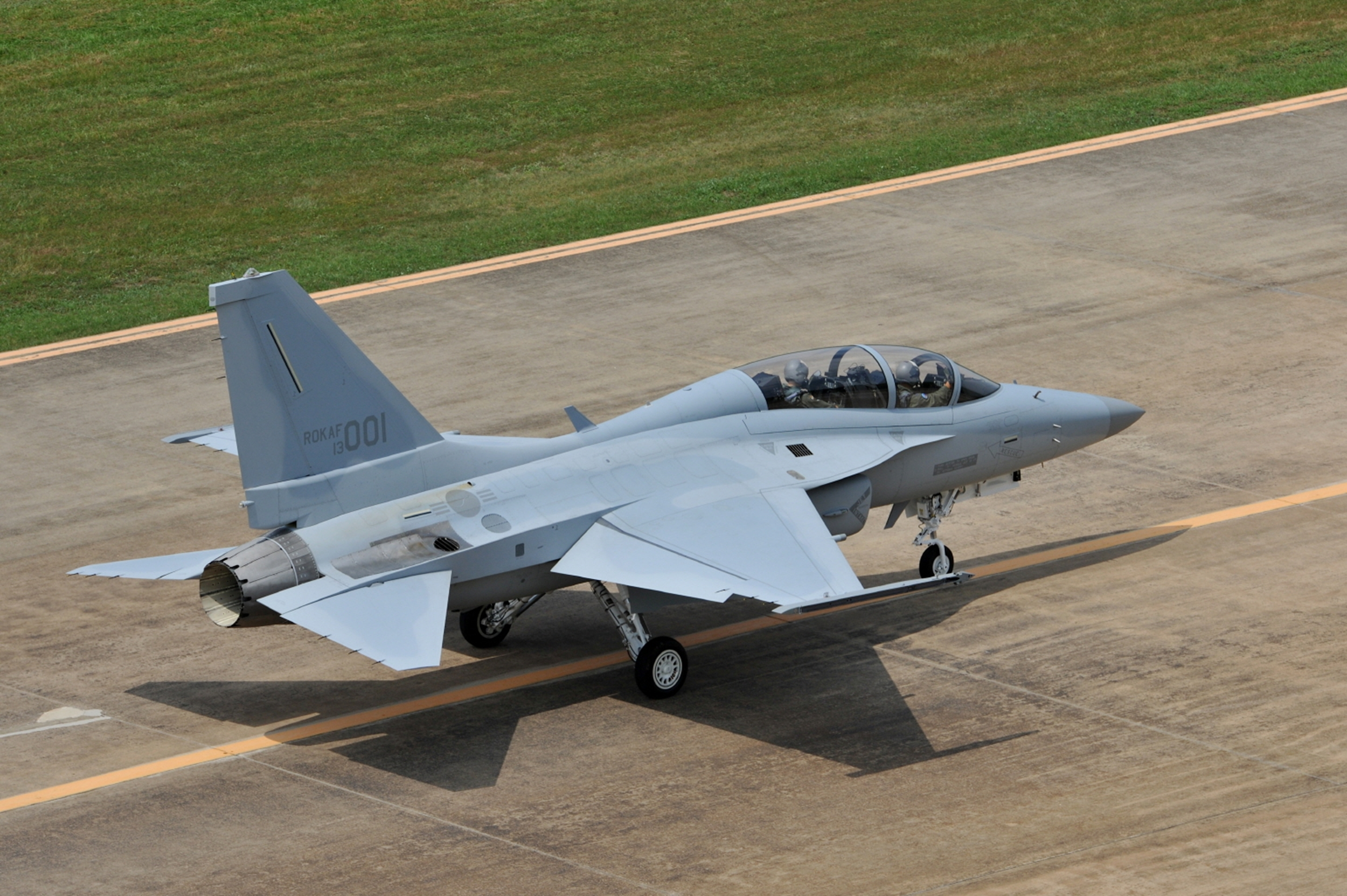
A FA-50 on first delivery

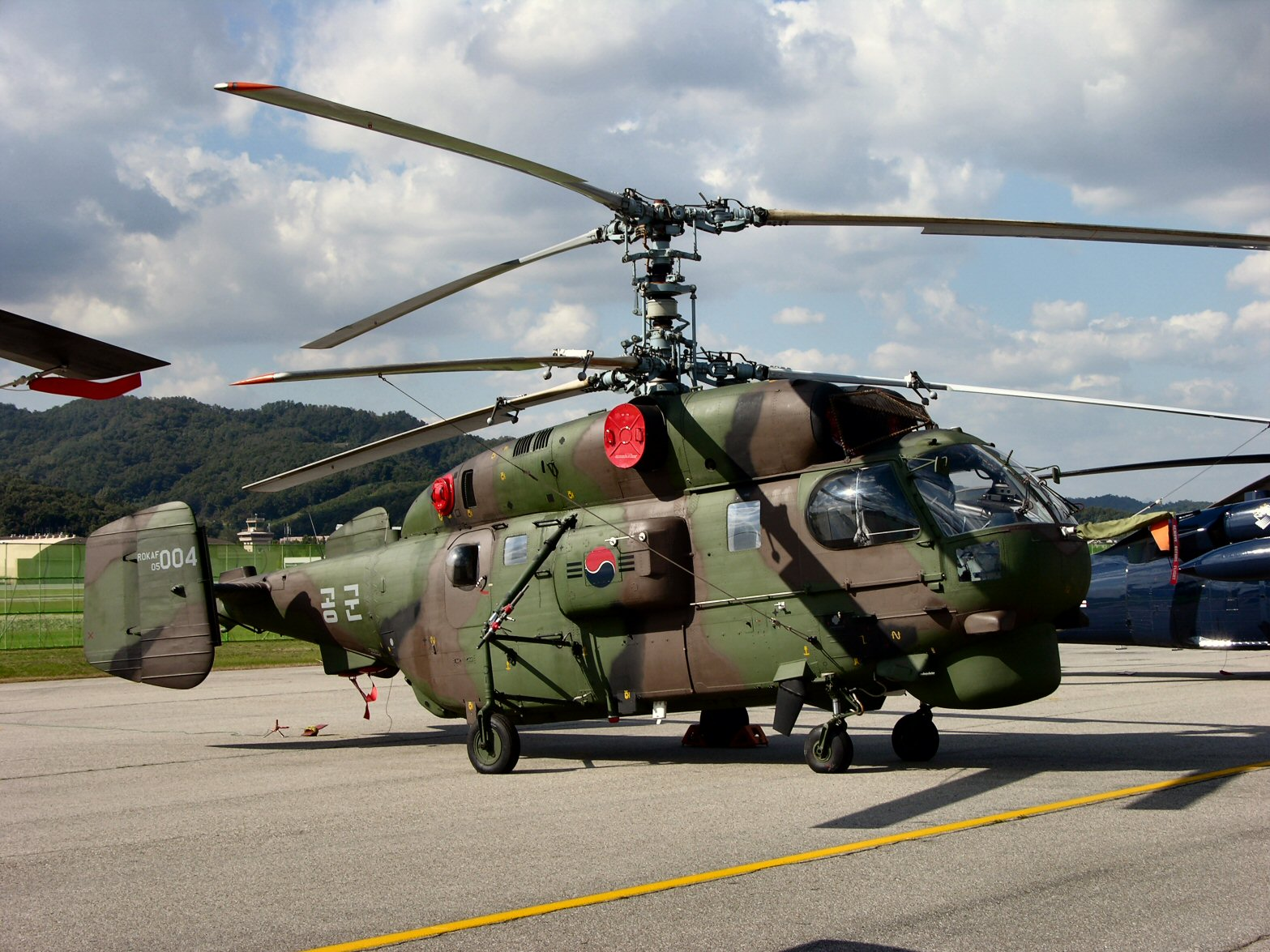
The air force operates the Kamov Ka-32A4s helicopter for CSAR

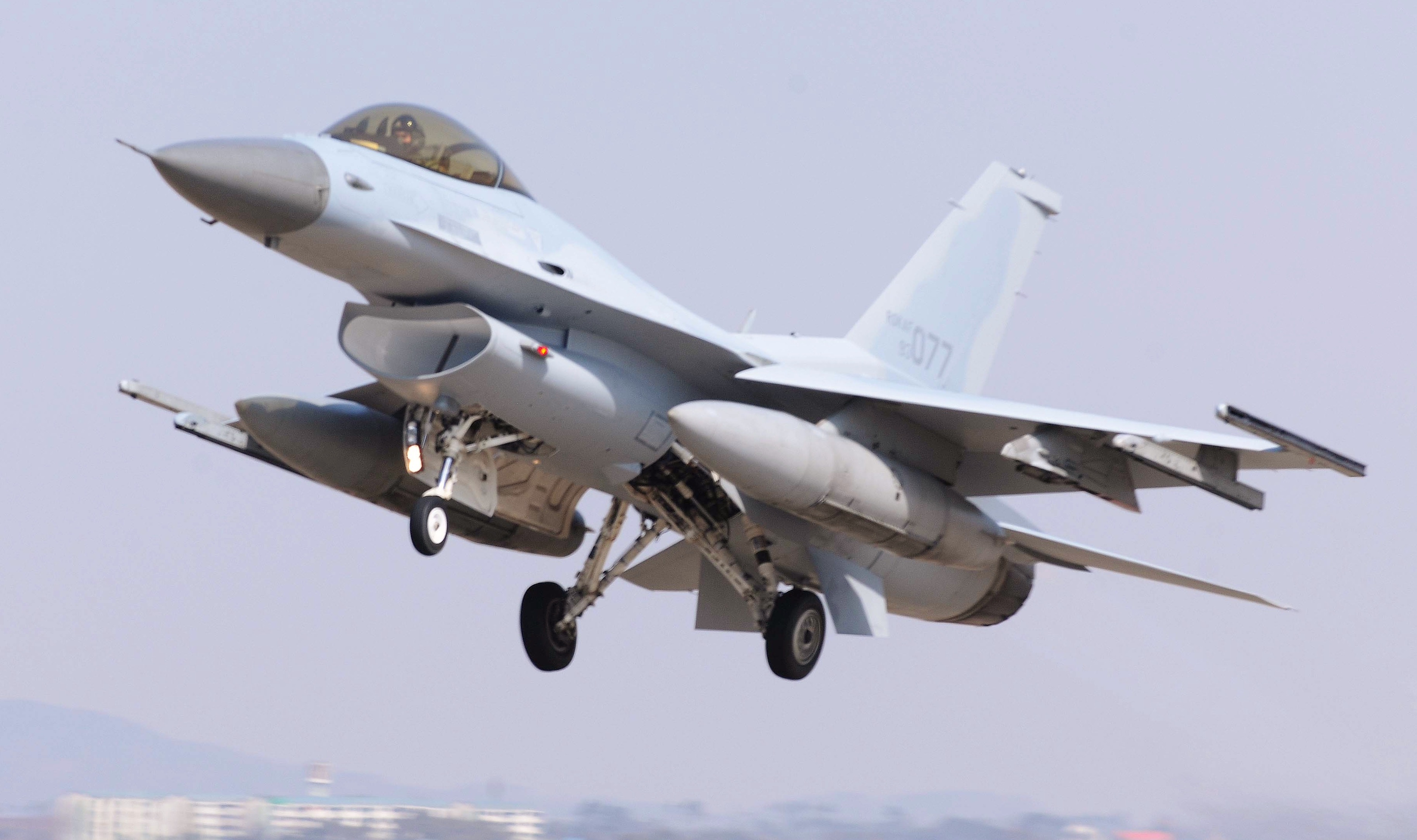
A F-16 Fighting Falcon on take off

| نام                                 | کشور سازنده         | کاربرد                          | Variant                            | در حال خدمت    | توضیحات                                                 |                |
| هواپیمای نظامی                      | هواپیمای نظامی      | هواپیمای نظامی                  | هواپیمای نظامی                     | هواپیمای نظامی | هواپیمای نظامی                                          | هواپیمای نظامی |
| ----------------------------------- | ------------------- | ------------------------------- | ---------------------------------- | -------------- | ------------------------------------------------------- | -------------- |
| تی-۵۰ گلدن ایگل                     | کره جنوبی           | جنگنده چندمنظوره                | FA-50                              | 60             |                                                         |                |
| نورثروپ اف-۵                        | ایالات متحده آمریکا | fighter                         | نورثروپ اف-۵                       | 158            |                                                         |                |
| مک‌دانل داگلاس اف-۱۵ئی استرایک ایگل  | ایالات متحده آمریکا | جنگنده چندمنظوره                | مک‌دانل داگلاس اف-۱۵ئی استرایک ایگل | 59             |                                                         |                |
| لاکهید مارتین اف-۳۵ لایتنینگ ۲      | ایالات متحده آمریکا | جنگنده چندمنظوره                | لاکهید مارتین اف-۳۵ لایتنینگ ۲     | ۴۰             | ۴۰ فروند موجود است ۲۰ فروند دیگر سفارش داده شده         |                |
| جنرال داینامیکس اف-۱۶ فایتینگ فالکن | ایالات متحده آمریکا | جنگنده چندمنظوره                | F-16C                              | 167            | 51 D variants are used for training                     |                |
| آواکس                               |                     |                                 |                                    |                |                                                         |                |
| بوئینگ ۷۳۷ ای‌ئی‌دابلیو سی            | ایالات متحده آمریکا | early warning and control       | بوئینگ ۷۳۷ ای‌ئی‌دابلیو سی           | 4              | employs a Multi-role Electronically Scanned Array radar |                |
| هواگرد شناسایی                      |                     |                                 |                                    |                |                                                         |                |
| Hawker 800                          | بریتانیا            | reconnaissance / شنود الکترونیک | RC-800                             | 8              |                                                         |                |
| Dassault Falcon                     | فرانسه              | شنود الکترونیک                  | 2000                               | 2              |                                                         |                |
| سوخت‌گیری هوایی                      |                     |                                 |                                    |                |                                                         |                |
| ایرباس ای۳۳۰ ام‌آرتی‌تی               | فرانسه              | refueling / transport           | ایرباس ای۳۳۰ ام‌آرتی‌تی              |                | 4 on order                                              |                |
| هواگرد ترابری نظامی                 |                     |                                 |                                    |                |                                                         |                |
| بوئینگ ۷۴۷                          | ایالات متحده آمریکا | VIP                             | بوئینگ ۷۴۷–۴۰۰                     | 1              | Presidential transport lease from کورین ایر             |                |
| بوئینگ ۷۳۷                          | ایالات متحده آمریکا | VIP                             | بوئینگ ۷۳۷ کلاسیک                  | 1              |                                                         |                |
| CASA CN-235                         | اسپانیا / اندونزی   | transport / uitlity             |                                    | 18             |                                                         |                |
| لاکهید سی-۱۳۰ هرکولس                | ایالات متحده آمریکا | tactical airlift                | لاکهید سی-۱۳۰ هرکولس               | 12             |                                                         |                |
| لاکهید مارتین سی-۱۳۰جی سوپر هرکول   | ایالات متحده آمریکا | tactical airlift                |                                    | 4              |                                                         |                |
| بالگرد                              |                     |                                 |                                    |                |                                                         |                |
| بل ۴۱۲                              | ایالات متحده آمریکا | utility                         |                                    | 3              |                                                         |                |
| بوئینگ سی‌اچ-۴۷ شنوک                 | ایالات متحده آمریکا | transport / CSAR                | بوئینگ سی‌اچ-۴۷ شنوک                | 5              |                                                         |                |
| سیکورسکی یواچ-۶۰ بلک هاوک           | ایالات متحده آمریکا | utility / CSAR                  | سیکورسکی یواچ-۶۰ بلک هاوک          | 29             |                                                         |                |
| سیکورسکی اس-۹۲                      | ایالات متحده آمریکا | VIP                             |                                    | 3              |                                                         |                |
| کاموف-۲۷                            | روسیه               | CSAR                            | کاموف-۲۷                           | 7              |                                                         |                |
| MD 500 Defender                     | ایالات متحده آمریکا | scout / light attack            |                                    | 25             |                                                         |                |
| Eurocopter AS332                    | فرانسه              | utility / transport             |                                    | 3              |                                                         |                |
| هواپیمای آموزشی                     |                     |                                 |                                    |                |                                                         |                |
| نورثروپ اف-۵                        | ایالات متحده آمریکا | هواپیمای آموزشی                 | نورثروپ اف-۵                       | 36             |                                                         |                |
| ک‌تی-۱ وونگبی                        | کره جنوبی           | trainer / light attack          |                                    | 106            |                                                         |                |
| KAI T-50                            | کره جنوبی           | هواپیمای آموزشی trainer         | TA-50/50B                          | 22/50          |                                                         |                |
| کی‌سی-۱۰۰ نارون                      | کره جنوبی           | trainer                         | کی‌سی-۱۰۰ نارون                     | ۲              | 21 on order                                             |                |
| پهپاد                               |                     |                                 |                                    |                |                                                         |                |
| نورثروپ گرومن آر کیو-۴ گلوبال هاوک  | ایالات متحده آمریکا | surveillance                    |                                    |                | 4 on order                                              |                |